# San Lucas Teacalco
San Lucas Teacalco är en ort i Mexiko.   Den ligger i kommunen Tula de Allende och delstaten Hidalgo, i den sydöstra delen av landet, 70 km norr om huvudstaden Mexico City. San Lucas Teacalco ligger 2 132 meter över havet och antalet invånare är 788.
Terrängen runt San Lucas Teacalco är kuperad åt nordväst, men åt sydost är den platt. Runt San Lucas Teacalco är det ganska tätbefolkat, med 155 invånare per kvadratkilometer. Närmaste större samhälle är Tepeji de Ocampo, 8,4 km söder om San Lucas Teacalco. I omgivningarna runt San Lucas Teacalco växer huvudsakligen savannskog.